# Киселёв, Геннадий Романович
Генна́дий Рома́нович Киселе́в (род. 3 января 1999, Йошкар-Ола) — российский футболист, полузащитник костромского «Спартака».

## Клубная карьера
Родился в Йошкар-Оле.
В 2005 году начал заниматься футболом в школе йошкар-олинского «Спартака». В 2013 году перешёл в академию имени Юрий Коноплева.  
В начале 2016 года пополнил состав «Лады-Тольятти». 14 апреля 2016 года в матче первенства ПФЛ против «Челябинска» дебютировал в профессиональном футболе.  
Летом 2016 года перешёл в молодёжную команду «Крыльев Советов».  
26 мая 2019 года за основной состав дебютировал в РПЛ в матче заключительного 30-го тура против московского ЦСКА (0:6), выйдя на замену на 63-й минуте.  
4 февраля 2020 года был арендован клубом «Ротор».  
20 августа 2020 на правах аренды присоединился к омскому «Иртышу». 
6 июля 2021 года подписал однолетний контракт с московским «Торпедо».
1 сентября 2021 года был арендован липецким «Металлургом».
8 сентября 2022 года на правах свободного агента пополнил состав клуба «Знамя Труда».
8 февраля 2023 года подписал контракт с костромским «Спартаком». В сезоне 2022/23 с клубом стал бронзовым призером Второй лиги (группа 2).
В сезоне 2024/25 стал победителем Второй лиги (дивизион «А») и вышел в Первую лигу.

## Карьера в сборной
В период с 2017 года по 2019 год выступал за юношеские сборные России, суммарно проведя в их составе 16 матчей и забив 1 гол.
25 марта 2019 года в товарищеском матче против сборной Норвегии (до 21 года) дебютировал в составе сборной России (до 21 года).

## Статистика выступлений
| Выступление          | Выступление       | Выступление      | Лига | Лига | Кубки | Кубки | Стыковые матчи | Стыковые матчи | Итого | Итого |
| Клуб                 | Лига              | Сезон            | Игры | Голы | Игры  | Голы  | Игры           | Голы           | Игры  | Голы  |
| -------------------- | ----------------- | ---------------- | ---- | ---- | ----- | ----- | -------------- | -------------- | ----- | ----- |
| Лада-Тольятти        | ПФЛ               | 2015/16          | 9    | 2    | 0     | 0     | —              | —              | 9     | 2     |
| Лада-Тольятти        | Итого             | Итого            | 9    | 2    | 0     | 0     | —              | —              | 9     | 2     |
| Крылья Советов       | РПЛ               | 2018/19          | 1    | 0    | 0     | 0     | 0              | 0              | 1     | 0     |
| Крылья Советов       | РПЛ               | 2019/20          | 2    | 0    | 0     | 0     | —              | —              | 2     | 0     |
| Крылья Советов       | Итого             | Итого            | 3    | 0    | 0     | 0     | 0              | 0              | 3     | 0     |
| → Крылья Советов-2   | ПФЛ               | 2017/18          | 18   | 0    | —     | —     | —              | —              | 18    | 0     |
| → Крылья Советов-2   | Итого             | Итого            | 18   | 0    | —     | —     | —              | —              | 18    | 0     |
| → Иртыш (Омск)       | ФНЛ               | 2020/21          | 30   | 1    | 1     | 0     | —              | —              | 31    | 1     |
| → Иртыш (Омск)       | Итого             | Итого            | 30   | 1    | 1     | 0     | —              | —              | 31    | 1     |
| Торпедо (Москва)     | Первый дивизион   | 2021/22          | 0    | 0    | 1     | 0     | —              | —              | 1     | 0     |
| Торпедо (Москва)     | Итого             | Итого            | 0    | 0    | 1     | 0     | —              | —              | 1     | 0     |
| → Металлург (Липецк) | Первый дивизион   | 2021/22          | 25   | 0    | 1     | 0     | —              | —              | 26    | 0     |
| → Металлург (Липецк) | Итого             | Итого            | 25   | 0    | 1     | 0     | —              | —              | 26    | 0     |
| Знамя Труда          | Вторая лига       | 2022/23          | 10   | 1    | 0     | 0     | —              | —              | 10    | 1     |
| Знамя Труда          | Итого             | Итого            | 10   | 1    | 0     | 0     | —              | —              | 10    | 1     |
| Спартак (Кострома)   | Вторая лига       | 2022/23          | 12   | 1    | 0     | 0     | —              | —              | 12    | 1     |
| Спартак (Кострома)   | Вторая лига («А») | 2023/24          | 34   | 1    | 1     | 0     | —              | —              | 35    | 1     |
| Спартак (Кострома)   | Вторая лига («А») | 2024/25          | 34   | 1    | 4     | 2     | —              | —              | 38    | 3     |
| Спартак (Кострома)   | Первая лига       | 2025/26          | 1    | 0    | 0     | 0     | —              | —              | 1     | 0     |
| Спартак (Кострома)   | Итого             | Итого            | 81   | 3    | 5     | 2     | —              | —              | 86    | 5     |
| Всего за карьеру     | Всего за карьеру  | Всего за карьеру | 176  | 7    | 8     | 2     | 0              | 0              | 184   | 9     |

## Достижения
«Спартак» (Кострома)
- Победитель Второй лиги (дивизион «А»): 2024/25
- Бронзовый призёр Второй лиги (группа 2): 2022/23
- Итого : 1 трофей